# Gare de Briançon
La gare de Briançon est une gare ferroviaire française de la ligne de Veynes à Briançon, située sur le territoire de la commune de Briançon, dans le département des Hautes-Alpes, en région Provence-Alpes-Côte d'Azur.
Elle est mise en service en 1884 par la Compagnie des chemins de fer de Paris à Lyon et à la Méditerranée (PLM).
C'est une gare de la Société nationale des chemins de fer français (SNCF), desservie par des trains Intercités de nuit et TER Provence-Alpes-Côte d'Azur.

## Situation ferroviaire
Établie à 1 203 mètres d'altitude, la gare terminus en impasse de Briançon est située au point kilométrique 348,882 de la ligne de Veynes à Briançon, après la gare ouverte de L'Argentière-les Écrins. S'intercale la gare fermée de Prelles.

## Historique

### Gare PLM

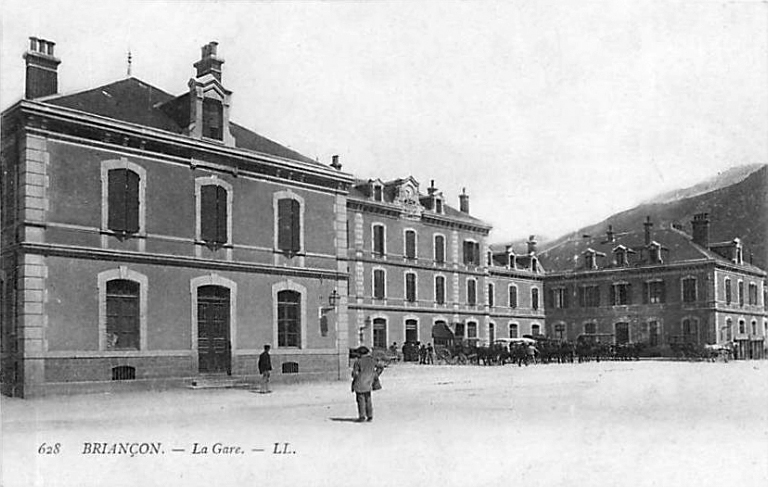
Le bâtiment voyageurs vers 1900.

La gare de Briançon est mise en service le 15 septembre 1884 par la Compagnie des chemins de fer de Paris à Lyon et à la Méditerranée (PLM), lorsqu'elle ouvre au service la section depuis la gare de Mont-Dauphin ce qui lui permet d'ouvrir l'exploitation sur la totalité de sa ligne de Gap à Briançon,.La gare est établie sur la rive gauche de la Durance, elle dispose d'un important bâtiment voyageurs prévu pour le service d'une gare internationale après la réalisation d'un tunnel ferroviaire sous le col de Montgenèvre.[réf. nécessaire]
En 1911, la gare de Briançon est le terminus de la « ligne de Livron à Briançon ». C'est une gare qui peut recevoir et expédier des dépêches privées, elle est ouverte aux services complets de la grande et petite vitesse, à l'exclusion des chevaux chargés dans des wagons-écuries s'ouvrant en bout et des voitures à quatre roues, à deux fonds et à deux banquettes dans l'intérieur, omnibus, diligences, etc.
Le livret Chaix, de 1915, pour la ligne de Livron à Briançon indique qu'il y a quotidiennement deux trains de voyageurs, dans chaque sens, sur la relation Veynes - Briançon. Ces omnibus qui s'arrêtent à toutes les gares mettent un peu moins de sept heures pour effectuer la totalité du parcours.

### Gare SNCF
En 1958, le service de l'été de la gare compte quotidiennement : un express en relation avec Paris, un direct avec Marseille , trois ou quatre autorails avec Veynes (directs ou omnibus), deux trains mixtes en provenance de Veynes et L'Argentière-la-Bessée et deux trains de marchandises. Jusque dans les années 1960, la gare est équipée seulement de deux voies et deux quais pour les voyageurs. Ses installations sont complétées plus tard lorsque l'essor des sports d'hiver amène de nouveaux voyageurs à la fréquenter. Néanmoins il y a également d'autres équipements, notamment un quai réservé aux militaires et un embranchement particulier (EP) pour la Société des mines de Carvin. 
La gare comporte une rotonde qui accueille des locomotives diesel. Elle comporte aussi un terminal pour le service auto-train (service interrompu depuis décembre 2017). 
Le 21 septembre 2015, est inauguré un abri sécurisé de seize places pour les vélos. Il intègre également une station de gonflage et une borne pour le rechargement des vélos électriques. Son coût de 50 000 euros est financé principalement par la Région avec le soutien de la SNCF et la commune. La maintenance est à la charge de la Région et de la commune, son utilisation est gratuite.

## Fréquentation
De 2015 à 2023, selon les estimations de la SNCF, la fréquentation annuelle de la gare s'élève aux nombres indiqués dans le tableau ci-dessous.
| Année                     | 2015    | 2016    | 2017    | 2018    | 2019    | 2020    | 2021    | 2022    | 2023    |
| ------------------------- | ------- | ------- | ------- | ------- | ------- | ------- | ------- | ------- | ------- |
| Voyageurs                 | 183 995 | 183 132 | 169 834 | 142 121 | 156 681 | 99 791  | 112 464 | 173 341 | 192 288 |
| Voyageurs + non voyageurs | 229 994 | 228 915 | 212 292 | 177 651 | 195 851 | 124 739 | 140 580 | 216 677 | 240 360 |

## Service des voyageurs

### Accueil
Gare SNCF, elle dispose d'un bâtiment voyageurs, avec guichet, ouvert tous les jours. Elle n'est plus équipée d'automates pour l'achat de titres de transport. Elle dispose du service Accès plus avec des aménagements, des équipements et un service pour les personnes à mobilité réduite.

### Desserte
Briançon est desservie par les trains TER Provence-Alpes-Côte d'Azur et TER Rhône-Alpes (relations de Briançon à Grenoble, à Romans - Bourg-de-Péage et à Marseille-Saint-Charles), ainsi que par les trains de nuit (Intercités) (relation de Paris-Austerlitz à Briançon).

### Intermodalité
Un parc à vélos et un parking sont aménagés à ses abords.
Des bus desservent la gare.

Installations et dessertes
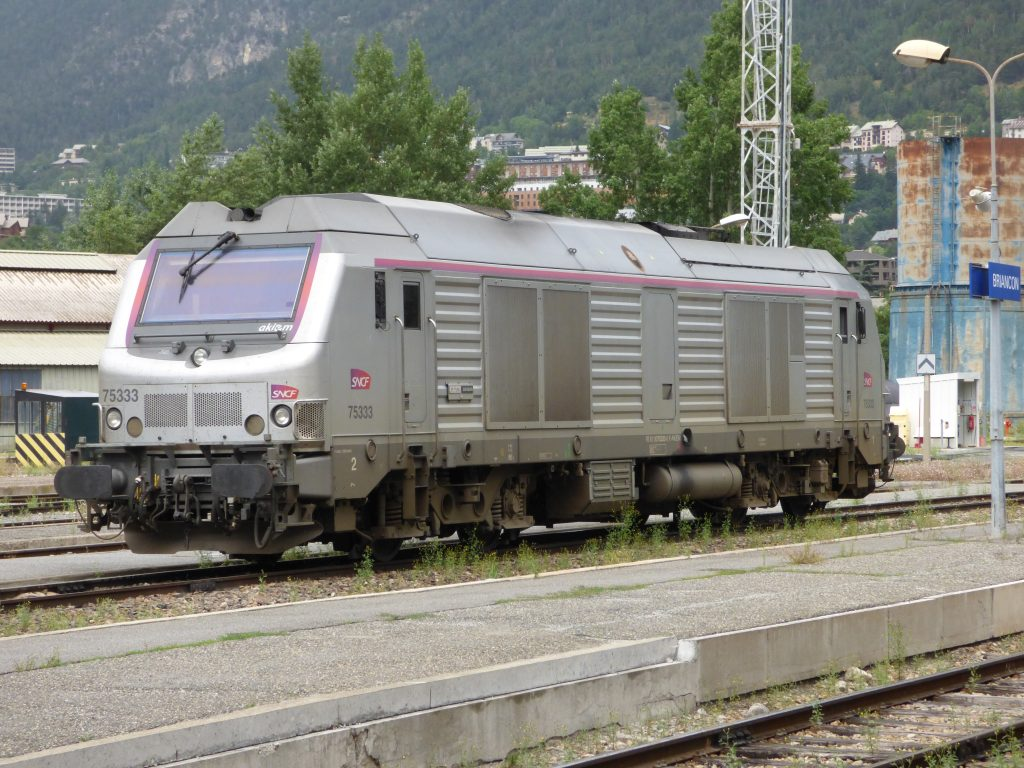
Locomotive pour les Intercités de nuit.
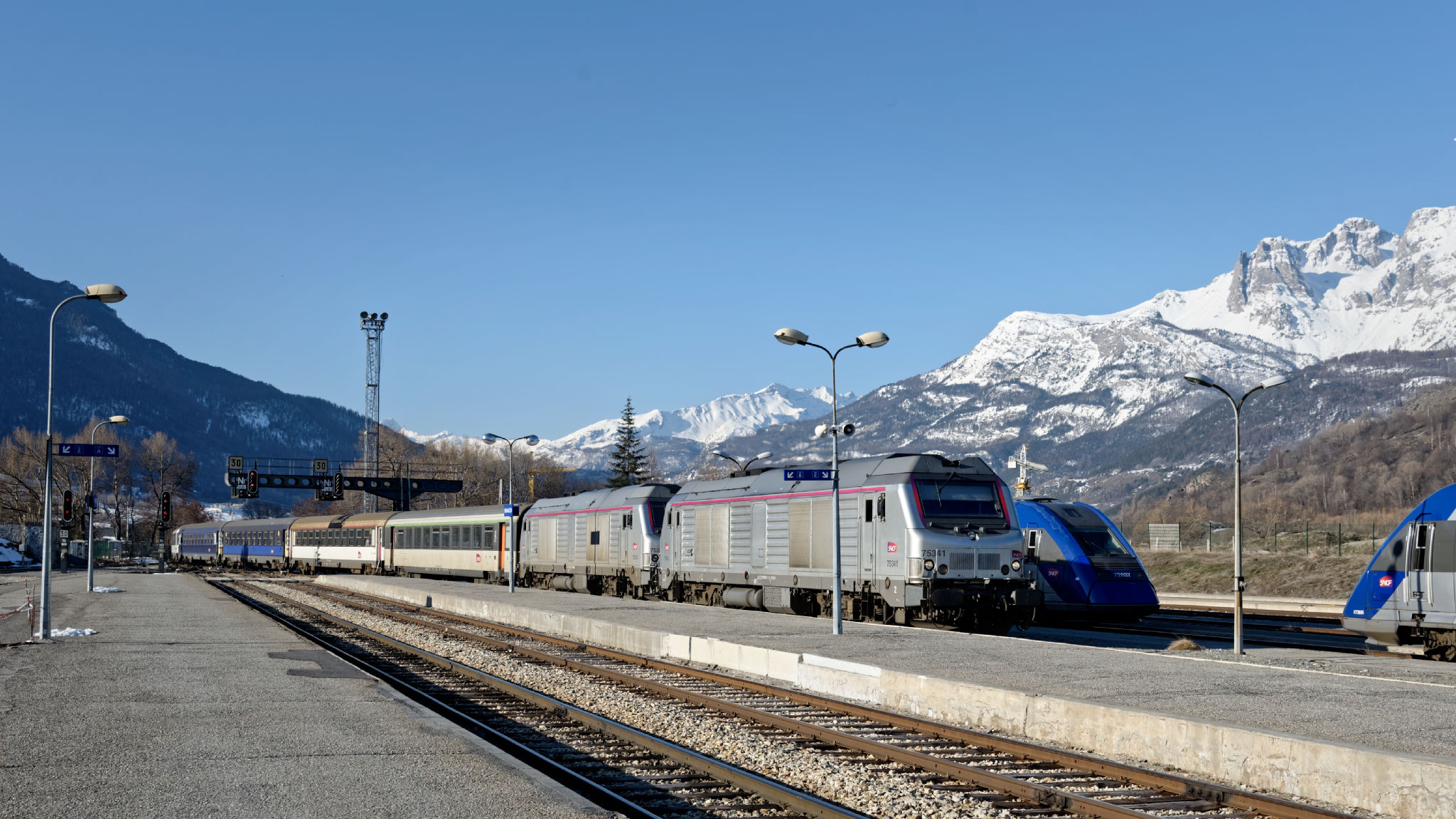
Intercités de nuit et TER.
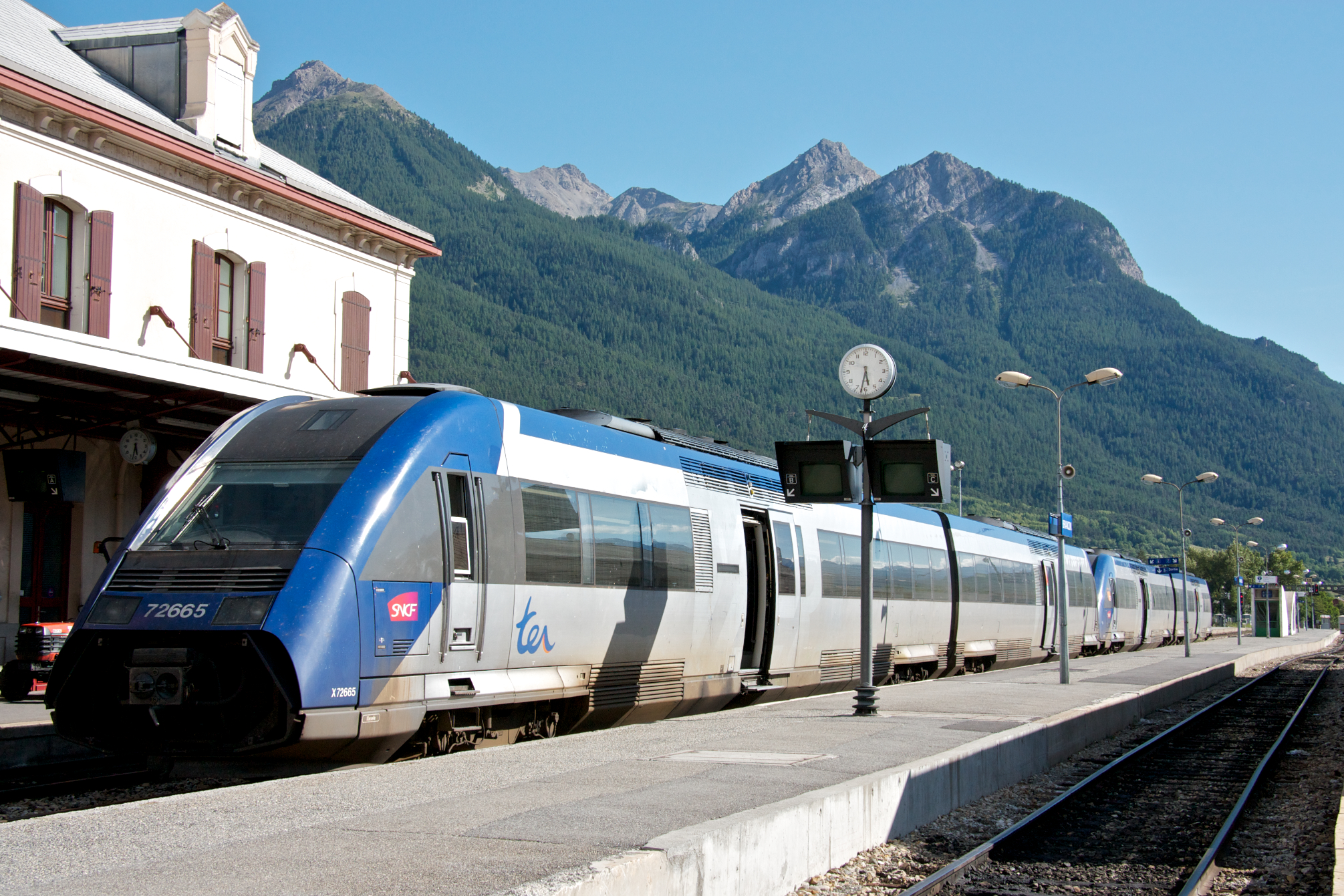
TER.

## Au cinéma
Une scène du film Attention au départ ! (dont le titre est La Grande Déraille lors du tournage) de Benjamin Euvrard a été enregistrée dans la gare, en juin 2019 ; cette dernière joue le rôle de la gare d'Embrun.